# در انتظار خورشید
«در انتظار خورشید» (به انگلیسی: Waiting for the Sun) آلبومی از دورز است که در سال ۱۹۶۸ میلادی منتشر شد.